# Elbančice
Elbančice (německy Elbanschitz) jsou osada, část obce Běleč v okrese Tábor v Jihočeském kraji. Nachází se asi 1,5 kilometru severovýchodně od Bělče. Prochází zde silnice II/137. Elbančice leží v katastrálním území Běleč u Mladé Vožice o výměře 12,23 km².

## Historie
První písemná zmínka o vesnici pochází z roku 1541.

## Obyvatelstvo
| Rok            | 1869 | 1880 | 1890 | 1900 | 1910 | 1921 | 1930 | 1950 | 1961 | 1970 | 1980 | 1991 | 2001 | 2011 | 2021 |
| -------------- | ---- | ---- | ---- | ---- | ---- | ---- | ---- | ---- | ---- | ---- | ---- | ---- | ---- | ---- | ---- |
| Počet obyvatel | 38   | 37   | 23   | 32   | 39   | 31   | 15   | 10   | 11   | 7    | 4    | 4    | 3    | 4    | 7    |
| Počet domů     | 3    | 3    | 5    | 6    | 3    | 4    | 4    | 3    | 3    | 1    | 1    | 3    | 2    | 1    | 2    |

## Obecní správa
Při sčítání lidu v letech 1850–1975 Elbančice byly osadou obce Běleč, se kterým patřily nejprve do okresu Tábor, ale v roce 1950 v okrese Votice a od roku 1960 opět v okrese Tábor. Od 1. července 1975 do 31. prosince 1991 byly částí města Mladá Vožice v okrese Tábor. Od 1. ledna 1992 jsou opět částí obce Běleč v okrese Tábor.

## Další fotografie

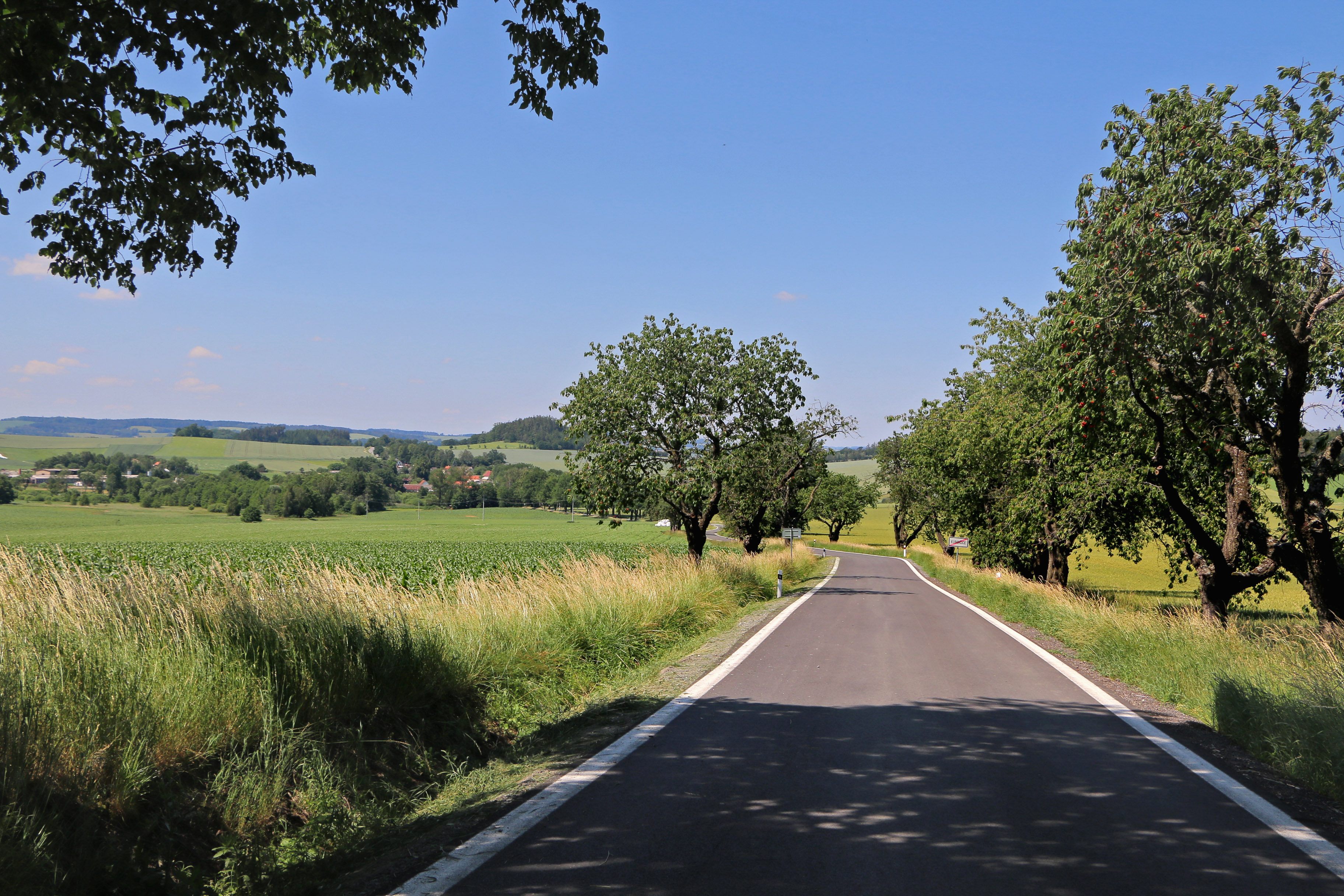
Silnice II. třídy č. 137
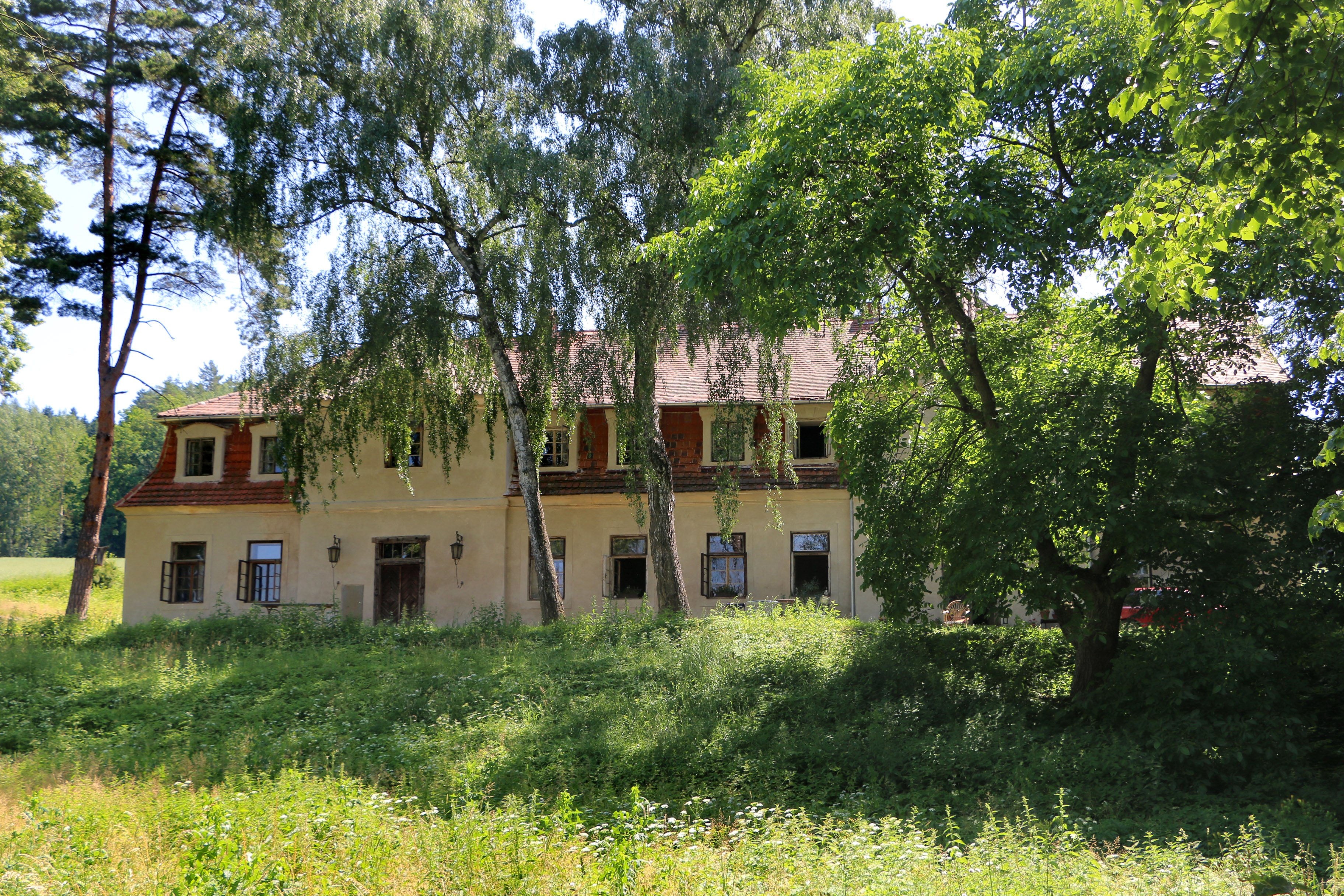
Zámek
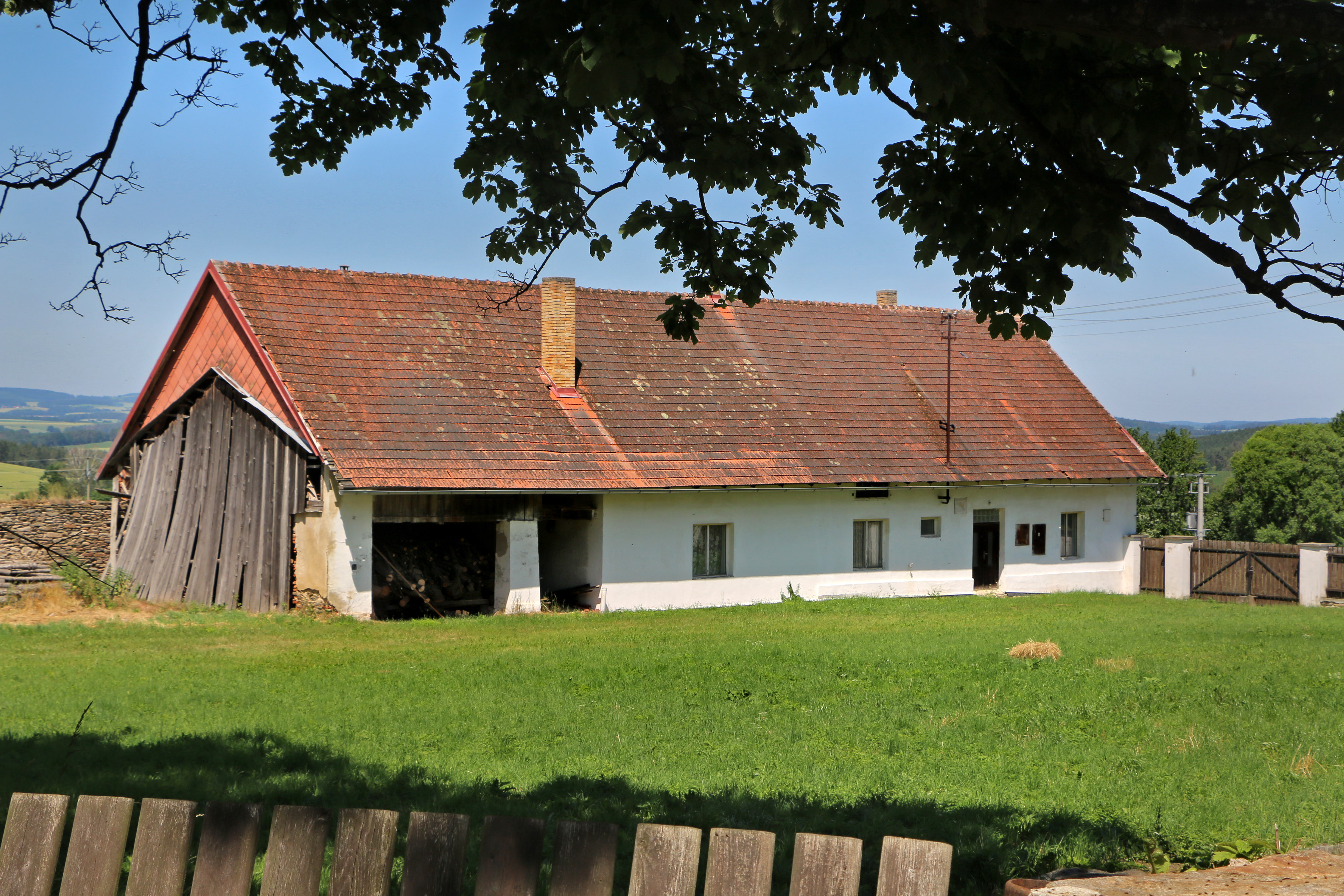
Statek